# Dan Plato
Daniel "Dan" Plato (Ciudad del Cabo, Sudáfrica; 5 de octubre de 1960) es un político sudafricano, perteneciente a la Alianza Democrática. Actualmente ocupa el cargo de Alcalde de Ciudad del Cabo. Anteriormente ya había ocupado el cargo, desde mayo de 2009 hasta junio de 2011. Además se desempeñó como miembro de la Legislatura Provincial de Cabo Occidental y Ministro de Seguridad Comunitaria de la Provincia de Cabo Occidental.

## Biografía
Plato, nacido en Ciudad del Cabo, participó en actividades políticas durante su carrera en la escuela secundaria. Fue elegido consejero de barrio en 1996. Ocupó diversos cargos y ocupó cargos internos en el seno de la Alianza Demócrata durante su mandato como concejal de Ciudad del Cabo. Fue elegido alcalde en 2009, sucediendo a Helen Zille.
Dejó el cargo el 1 de junio de 2011 después de que la Alianza Democrática nominara a Patricia de Lille para ser la candidata a la alcaldía del partido antes de las elecciones del gobierno local de 2011. La Premier de la Provincia de Cabo Occidental, Helen Zille, reorganizó su gabinete y nombró a Plato para el cargo de Ministro Provincial de Seguridad Comunitaria, sucediendo a Albert Fritz. Fue juramentado en junio de 2011.
En agosto de 2018, se declaró candidato para reemplazar a Patricia de Lille, quien anunció en agosto de 2018 que renunciaría en octubre de 2018. Fue seleccionado por la Alianza Democrática en septiembre de 2018. A fines de octubre de 2018, Plato renunció a su cargo de Provincial. Fue Ministro de Seguridad Comunitaria y miembro del Parlamento Provincial de Western Cape y juramentado como Miembro del Consejo de Ciudad del Cabo el 1 de noviembre de 2018. Fue elegido alcalde de Ciudad del Cabo el 6 de noviembre de 2018 y anunció su Comité de Alcaldía el 12 de noviembre de 2018.

## Primeros años y actividades políticas

### Actividades previas al Ayuntamiento de Ciudad del Cabo
Ha estado involucrado en actividades políticas desde la escuela secundaria, particularmente en los suburbios del norte de Ciudad del Cabo. Como organizador de la comunidad, desempeñó un papel importante al reunir a personas contra el régimen del apartheid. A mediados de la década de 1980, trabajó en la Unidad de Servicios de Emergencia de la antigua Municipalidad de Bellville (Administración de Tygerberg), y fue elegido presidente de la Asociación Nacional de tuberculosis de Sudáfrica en Ciudad del Cabo a mediados de la década de 1990.[cita requerida]

### Concejal de Ciudad del Cabo
En 1996, Plato fue elegido consejero de barrio por Belhar, Uitsig y Ravensmead. Se desempeñó durante dos mandatos como presidente del Comité de la cartera de Desarrollo Económico, Turismo y Gestión de la Propiedad de la Ciudad de Ciudad del Cabo.
De 2006 a 2009, dirigió la cartera de viviendas en el Comité de Alcaldía. Durante el mismo período, como Vicepresidente de la Región Metropolitana de DA y Caucus de DA en la Ciudad de Ciudad del Cabo. También había servido como alcalde ejecutivo interino en varios intervalos. Poco antes de ser elegido alcalde ejecutivo en mayo de 2009, Plato asumió el cargo de miembro del Comité de la Alcaldía responsable de la prestación de servicios y el desarrollo económico.

### Otras actividades
Además de sus actividades políticas, se ha desempeñado en los consejos de una amplia variedad de organizaciones, entre ellas la Comisión de Cine de Cabo, Turismo de Cabo, la Universidad de Western Cape y la Red de Oportunidades de Negocios, y ha sido miembro de múltiples comunidades basado en fideicomisos y ha realizado trabajo de campaña para el VIH / sida, los derechos de las mujeres y el desarrollo de los jóvenes.

## Primer mandato como alcalde de Ciudad del Cabo

### Elección como alcalde
Plato fue elegido alcalde de Ciudad del Cabo en mayo de 2009, cuando Helen Zille renunció a convertirse en Premier de la Provincia de Cabo Occidental, ya que fue elegida Premier en las elecciones generales, que tuvieron lugar en abril de 2009. Ganó con 119 votos a la candidata del CNA Belinda Landingwe. 69 votos, seis concejales se abstuvieron. Fue inaugurado el 12 de mayo de 2009.

### Tenencia
Durante su mandato como alcalde, se construyeron baños polémicos al aire libre en Makhaza, Khayelitsha. La Alianza Democrática defendió su decisión de construir los baños. El Tribunal Superior de Western Cape falló posteriormente en su contra.
Bajo su mandato, Ciudad del Cabo fue sede de la Copa Mundial de Fútbol de 2010 como ciudad anfitriona. Prohibió que la vieja bandera sudafricana estuviera presente en los partidos de fútbol en el estadio de Ciudad del Cabo, porque describió la bandera como perjudicial para la imagen del país.
Además, Ciudad del Cabo fue calificada por el Departamento de Gobernanza Cooperativa y Asuntos Tradicionales. El Auditor General también otorgó a la ciudad el buen gobierno y la responsabilidad.
Plato introdujo muchos proyectos de creación de empleos y convirtió la reducción del desempleo en uno de los muchos puntos centrales de su agenda de la alcaldía.

### Reemplazo
En 2011, la Alianza Democrática anunció que Patricia de Lille sería su candidata para las próximas elecciones municipales. Dejó el cargo el 1 de junio de 2011.

## Segundo mandato como alcalde de Ciudad del Cabo

### Anuncio como candidato
En agosto de 2018, Plato anunció que era un candidato para reemplazar a Patricia de Lille como alcalde de Ciudad del Cabo, después de que de Lille anunció que renunciaría efectivamente el 31 de octubre de 2018.
El 18 de septiembre de 2018, la Alianza Democrática anunció que Platón sucederá a Lille. Derrotó a candidatos prominentes, como el presidente del Parlamento Provincial de Western Cape, Sharna Fernández, y el Vicealcalde de Ciudad del Cabo, Ian Neilson.

#### Crítica
La Asamblea del Congreso Nacional Africano en el Ayuntamiento de Ciudad del Cabo no se impresionó de que se seleccionara a Plato y lo describió como un "pésimo" candidato a alcalde de Ciudad del Cabo. El partido dijo que presentarían su propio candidato a la alcaldía. El partido presentó a Xolani Sotashe como su candidato.

### Juramento como Concejal
El 1 de noviembre de 2018, Platón fue juramentado como Concejal de Ciudad del Cabo por el concejal del Concejo, Dirk Smith. La víspera de la ceremonia, Patricia de Lille, renunció como alcaldesa de Ciudad del Cabo cuando anunció en agosto de 2018 que renunciaría el 31 de octubre de 2018.
El conocido de Patricia de Lille, Brett Herron, renunció como concejal de Ciudad del Cabo después de la ceremonia junto con muchos otros concejales, en protesta por la destitución de Patricia de Lille y la alcaldía de Dan Plato.

### Aval de la Alianza Democrática Provincial
El 3 de noviembre de 2018, el líder provincial de la Alianza Democrática, Bonginkosi Madikizela, anunció que el consejo provincial había respaldado a Plato para convertirse en alcalde de Ciudad del Cabo. Madikizela también indicó que el consejo espera que Plato restaure la unidad y la estabilidad en el comité de la Alianza Democrática de Ciudad del Cabo.
Fue elegido alcalde de Ciudad del Cabo el 6 de noviembre de 2018 durante una sesión especial del consejo, recibiendo 146 de 208 votos. Sus principales rivales fueron Xolani Sotashe del Congreso Nacional Africano y Grant Haskin del Partido Demócrata Cristiano Africano. Sotashe recibió 53 votos, mientras que Haskin obtuvo 3 votos.